# Club Football Estrela da Amadora "B"
El CF Estrela da Amadora B es un equipo de fútbol de Portugal que juega en el Campeonato de Portugal, la cuarta división nacional.

## Historia
Fue fundado en el año 2020 en la ciudad de Amadora del estado de Lisboa como el equipo filial del Club Football Estrela da Amadora fundado ese mismo año.
Inició en las ligas inferiores de Lisboa donde lograría tres ascensos en sus primeras cuatro temporadas que lo llevaron a jugar en el Campeonato de Portugal para la temporada 2024/25 como campeón distrital.

## Palmarés
- Primera División de Lisboa: 1

2023/24
- Segunda División de Lisboa: 1

2022/23
- Tercera División de Lisboa: 1

2021/22